# Aeronavă fără pilot

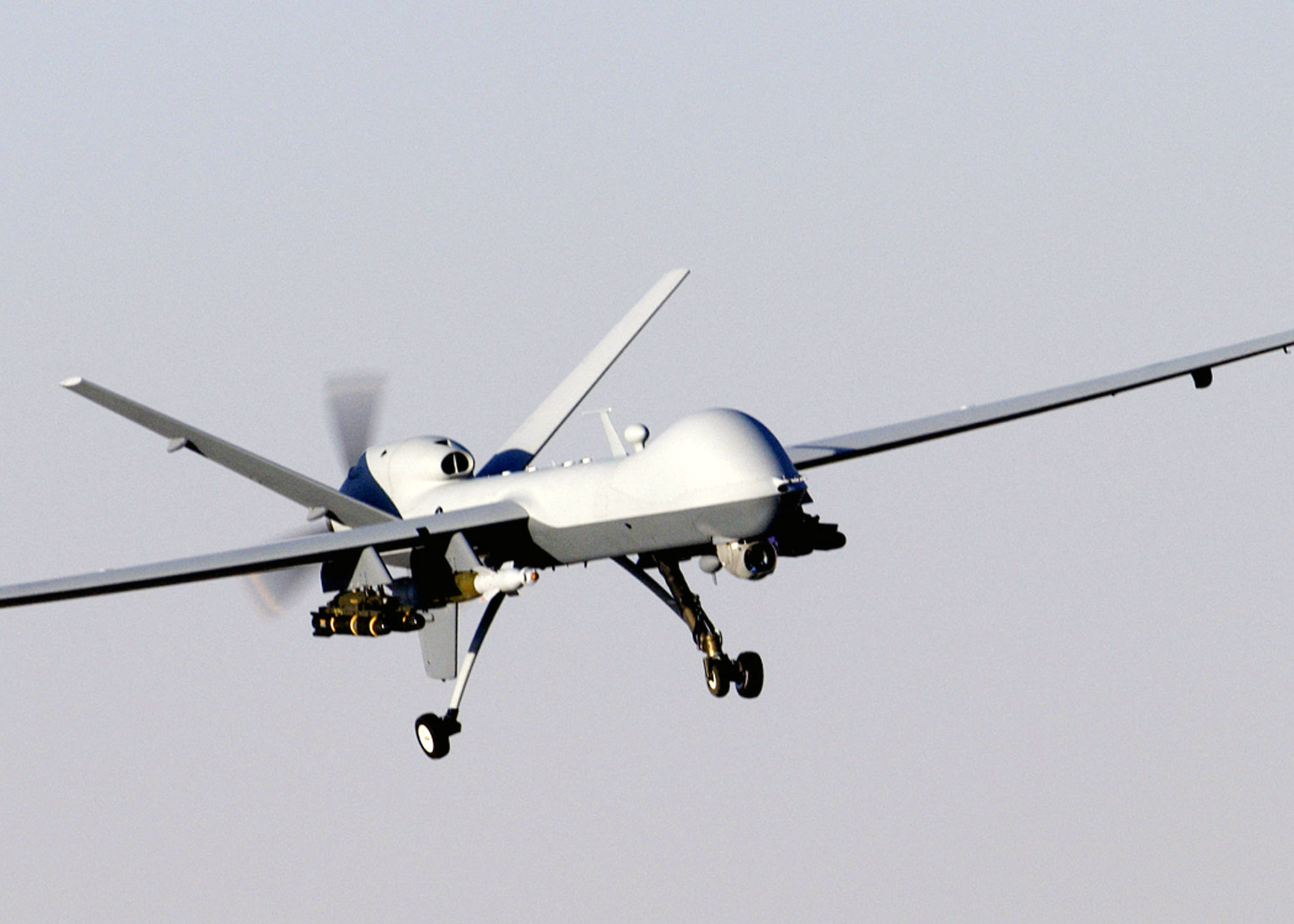
Aeronavă fără pilot MQ-9 Reaper

Aeronava fără pilot (în engleză unmanned aerial vehicle - UAV), denumită și dronă, este un aparat de zbor care nu are un pilot uman la bord, fiind ghidat fie de către un pilot automat digital aflat la bordul său, fie prin telecomandă de la un centru de control de la sol sau care este situat în altă aeronavă, pilotată. Dronele sunt folosite în domeniul militar, dar și în domeniul civil. Ele au la bord o sarcină utilă. 
Dronele militare sunt folosite pentru recunoaștere, supraveghere, spionaj sau în scop combativ. În funcție de scop ele au ca sarcină utilă aparatură de recunoaștere sau/și arme. 
Dronele civile pot fi comerciale sau de agrement. Cele comerciale sunt folosite pentru filmări (din unghiuri altfel imposibile) și măsurători ale unor suprafețe întinse (de exemplu măsurători ale recoltelor sau măsurători topografice pentru proiecte de inginerie civilă). Dronele de agrement sunt cel mai des folosite pentru zbor FPV și competiții. 
În România este obligatorie înregistrarea dronelor care nu zboară în clasa „deschise”, cum sunt cele sub 250g. 

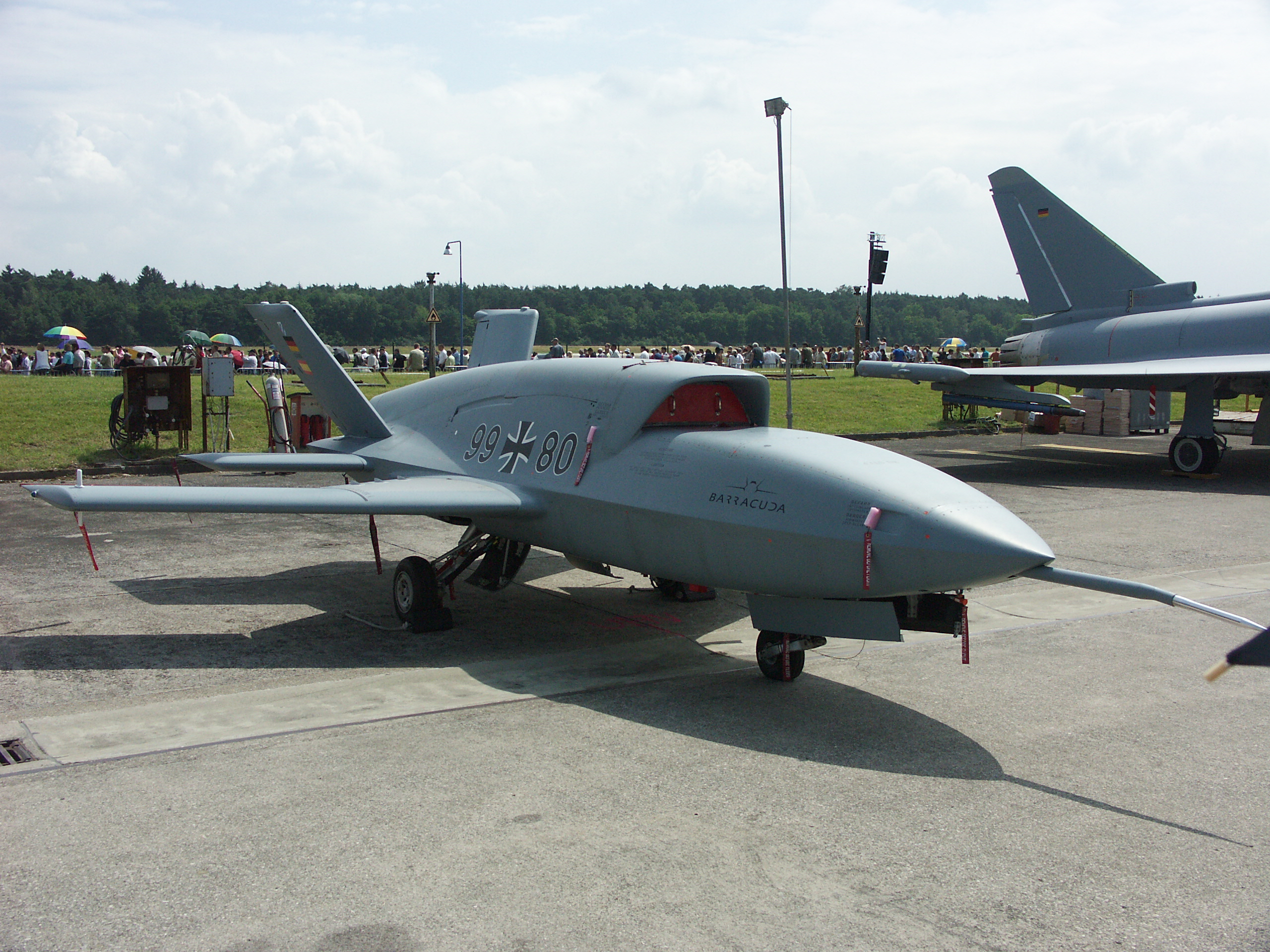
Drona germană „Barracuda”